# Campeonato Nacional de Rodeo de 1956
El Campeonato Nacional de Rodeo de 1956 fue la VIII versión de este torneo y se disputó por segunda vez en Chillán, Región del Biobío en Chile, los días 2, 3 y 4 de abril de aquel año. Anteriormente se había disputado en 1952. Participaron las mejores colleras de la temporada 1955-1956.
Esta vez los campeones fueron Abelino Mora y Eliseo Calderón, jinetes representantes de Temuco, quienes montaron a "Cervecero" y "Latosito" y alcanzaron 18 puntos. Este fue el primer título para ambos jinetes, pero vendrían posteriormente dos más para Abelino Mora, que hasta la actualidad es uno de los mejores jinetes que han conocido las medialunas de Chile.

El campeón Abelino Mora baila cueca con la reina del rodeo

El segundo lugar fue para otros de los grandes jinetes que ha conocido este deporte: Rodolfo Bustos y Segundo Zúñiga. Lo hicieron sobre "Belina" y "Faustino". Los terceros campeones fueron Teodoro Jequier y Julio Jequier "Adiós Mi Plata" y "Encantadora".
Este campeonato tuvo una destacada organización, a pesar de que se disputó bajo una torrencial lluvia. En cuanto a las corridas, se observó una verdadera competencia entre los jinetes del norte y del sur de Chile, pero a pesar de la potencialidad de los nortinos, fueron ampliamente dominados por los sureños, es así como "Cervecero" y "Latosito" se vieron de gran manera y mostraron un muy buen estado físico.

## Resultados

### Serie de campeones
| Champion 1956 | Champion 1956                   | Champion 1956                    | Champion 1956 |
| ------------- | ------------------------------- | -------------------------------- | ------------- |
| Lugar         | Jinetes                         | Caballos                         | Puntaje       |
| 1º            | Abelino Mora y Eliseo Calderón  | "Cervecero" y "Latosito"         | 18            |
| 2º            | Rodolfo Bustos y Segundo Zúñiga | "Belina" y "Faustino"            | 16            |
| 3º            | Teodoro Jequier y Julio Jequier | "Adiós Mi Plata" y "Encantadora" | 15            |

## Cuadro de honor temporada 1955-1956

### Jinetes
- 1.º Segundo Zúñiga[6]
- 2.º Alberto Ramírez
- 3.º Julio Santos
- 4.º Guillermo Aguirre
- 5.º Alberto Marmolejo
- 6.º René Urzúa
- 7.º Eliseo Calderón
- 8.º Mario Molina
- 9.º Abelino Mora
- 10.º Pedro Juan Espinoza

### Potros
- 1.º Pichanguero
- 2.º Collico
- 3.º Arrocito
- 4.º Cascarón
- 5.º Ñipán
- 6.º Rigor
- 7.º Filtro
- 8.º Boreal
- 9.º Batrero
- 10.º Decurión